# Przesiedlenie Polaków z Bośni i Hercegowiny do Polski w 1946
Przesiedlenie Polaków z Bośni i Hercegowiny do Polski w 1946 roku – proces przesiedlania Polaków mieszkających na obszarze dzisiejszej Bośni i Hercegowinie do Polski po zakończeniu II wojny światowej. Był to pierwszy przypadek zorganizowanego kolektywnego przeniesienia mniejszości narodowej z Socjalistycznej Jugosławii.

## Historia

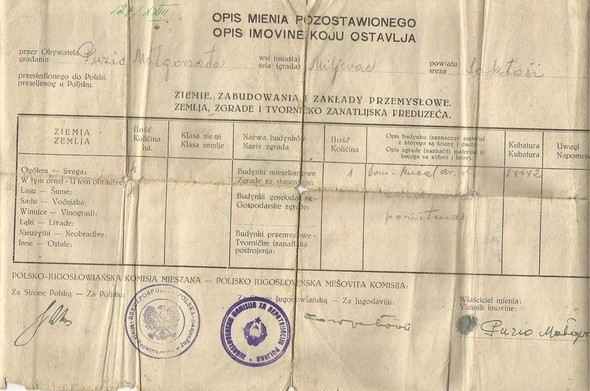
Dokument repatriacyjny – opis mienia pozostawionego przez obywatelkę Małgorzatę Puzio ze wsi Miljevac (1946)

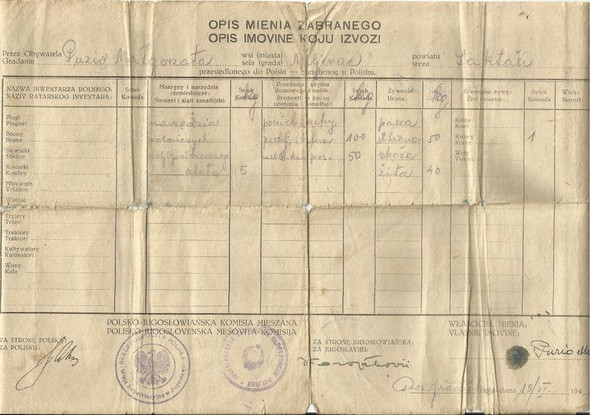
Dokument repatriacyjny – opis mienia zabranego przez obywatelkę Małgorzatę Puzio ze wsi Miljevac (1946)

Polacy wyznania katolickiego oraz Ukraińcy wyznania greckokatolickiego byli przesiedlani z terenów Galicji do Bośni i Hercegowiny w czasach rządów austro-węgierskich (1878–1918). Największa ich część znalazła się w okolicach Prnjavoru, Derventy, Bosanskiej Gradiški, Banja Luki, Bosanskiego Novego i Prijedoru. W 1910 w Bośni i Hercegowinie mieszkało 10 975 Polaków, głównie chłopów. Ich liczebność w 1930 szacowano na 20 000, zarówno wyznania rzymsko-, jak i greckokatolickiego.
Podczas II wojny światowej Polacy i Ukraińcy z Bośni i Hercegowiny niezbyt licznie angażowali się w ruchu narodowowyzwoleńczym. Polska mniejszość w większym stopniu zaangażowała się w jego działalność dopiero wiosną 1944; Ukraińcy natomiast bardziej skłaniali się ku ruchom związanym z państwami Osi, a niektórzy nawet wstępowali jako ochotnicy do sił Rzeszy i walczyli na froncie wschodnim. 7 maja 1944 z grupy 200 Polaków sformowano 5 Batalion 14 Środkowobośniackiej Brygady NOVJ. W Bośni i Hercegowinie mieszkało wówczas przeszło 15 000 Polaków. Podczas konferencji przeprowadzonej 1 lipca 1945 polska mniejszość w Bośni i Hercegowinie zwróciła się do premiera rządu Bośni i Hercegowiny Rodoljuba Čolakovicia z prośbą o zgodę na powrót do Polski. Wniosek poparła Ambasada RP w Belgradzie oraz Josip Broz Tito. Polacy chęć powrotu uzasadniali złymi warunkami, w jakich mieszkali i niezadowoleniem z przysługujących im praw. Vasilj Semak, deputowany państwowy z Prnjavoru twierdził, że w Prnjavorze serbscy chłopi zabijali Polaków i rabowali ich majątki. W okolicach Srbaca Polacy i Ukraińcy bezpośrednio po zakończeniu II wojny światowej mieli „codziennie opuszczać swoje domy i uciekać przed rabunkami ze strony serbskich mieszkańców, wspieranych przez czetnickie bandy”. Od 25 grudnia 1945 do 25 stycznia 1946 ze Srbaca spośród 5700 Polaków uciekło 2482. Większość z nich skierowała się do Prnjavoru, Derventy i Slawonii. Ze względu na groźbę dalszych napaści, polscy mieszkańcy tych regionów otrzymali broń od władz jugosłowiańskich i sformowali oddziały celem obrony swoich wsi. Po negocjacjach na szczeblu głów państw oraz ministrów spraw zagranicznych i wewnętrznych, jako miejsce, do którego powrócą Polacy, wskazano Dolny Śląsk (większość trafiła do Bolesławca). 2 stycznia 1946 Polska i Jugosławia podpisały w Belgradzie międzyrządowy protokół o przesiedleniu Polaków. Zgodnie z jego postanowieniami między innymi każdy polski migrant zrzekał się własności swoich nieruchomości w Jugosławii.
Sam proces przesiedlania się Polaków z Bośni i Hercegowiny trwał od 28 marca do listopada 1946. Liczbę przesiedlonych szacuje się, w zależności od szacunków, na od 14 088 do ok. 18 tys. osób. Do końca 1946 do Polski wracali także Polacy z innych części Jugosławii. Z Chorwacji przeniosło się 231 rodzin liczących 999 osób, z Serbii 45 rodzin (198 osób), ze Słowenii 5 rodzin (16 osób). W okolicach Bosanskiej Gradiški pozostały jednak grupy Polaków liczące około 4000 osób. Repatrianci osiedleni zostali głównie w okolicach Bolesławca.
Według spisu powszechnego z 1953, pierwszego po zakończeniu wojny, na obszarze Bośni i Hercegowiny mieszkało 1161 Polaków. Według spisu z 1981 Polaków było 609. W latach 20. XXI wieku ich liczbę szacowano na ok. 300 osób.